# Panorpa submaculosa
Panorpa submaculosa är en näbbsländeart som beskrevs av Carpenter 1931. Panorpa submaculosa ingår i släktet Panorpa och familjen skorpionsländor. Inga underarter finns listade i Catalogue of Life.